# آشپزی ترینیداد و توباگویی

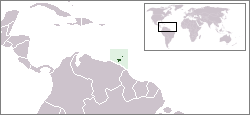
موقعیت ترینیداد و توباگو

آشپزی ترینیداد و توباگو متاثر از سبک های آشپزی هندی - آسیایی جنوبی ، آفریقای غربی ، کریول ، اروپایی ، آمریکای شمالی ، چینی ، بومی قاره آمریکایی ، آمریکای لاتین و شامی است. 

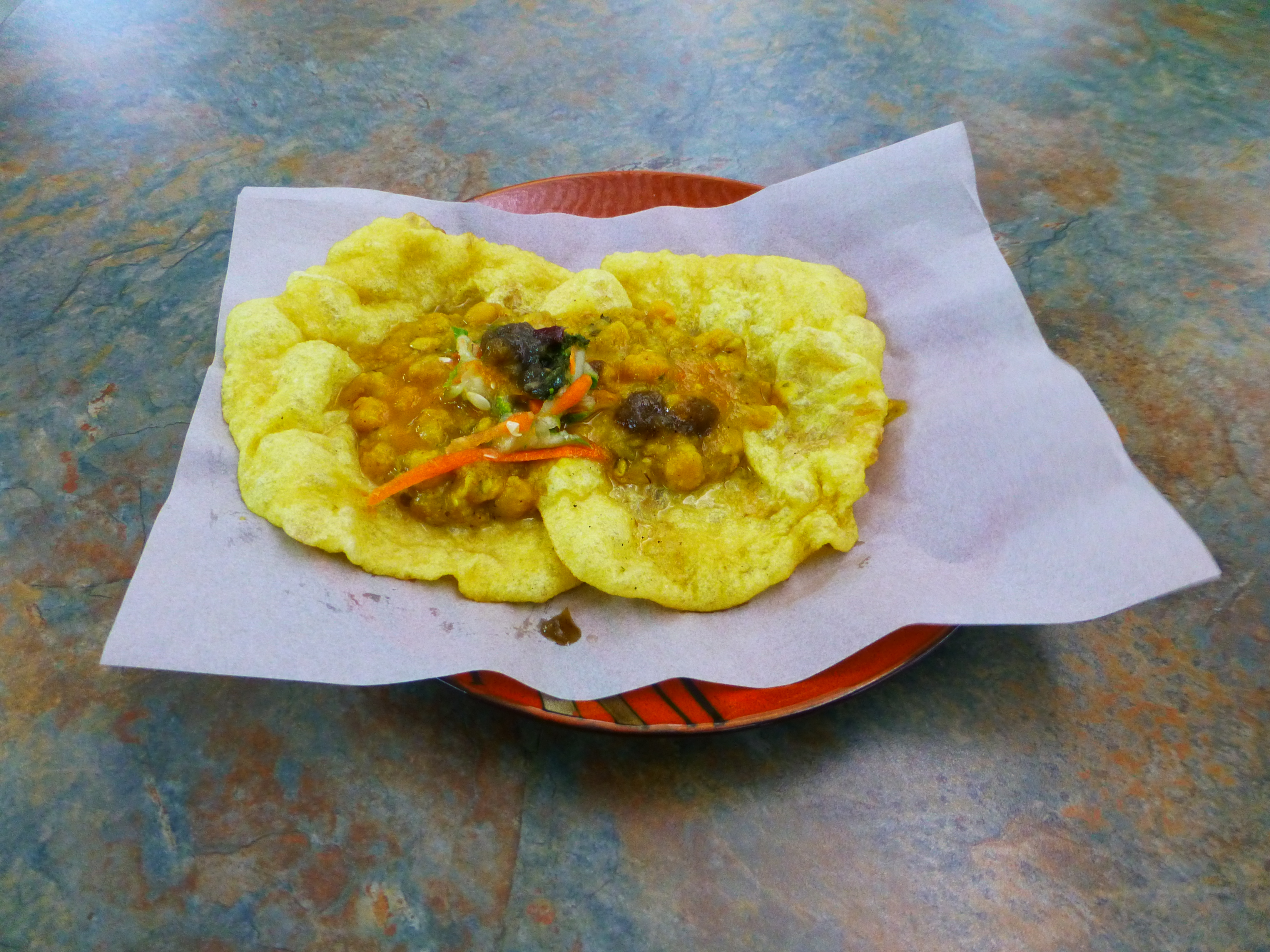
دابلز